# Venanzio Ortis
Venanzio Ortis (* 29. ledna 1955, Paluzza) je bývalý italský atlet, běžec na dlouhé tratě, mistr Evropy v běhu na 5 000 z roku 1978.

## Sportovní kariéra
Startoval na olympiádě v Montrealu v roce 1976, z rozběhu na 5000 metrů však nepostoupil do finále. Nejúspěšnější sezónou byl pro něj rok 1978. Dne 16. srpna vylepšil italský rekord na této trati časem 13:20,82. V posledním srpnovém týdnu se stal mistrem Evropy v běhu na 5 000 metrů a vybojoval rovněž stříbrnou medaili na dvojnásobné trati. Kvůli zranění nestartoval na moskevské olympiádě v roce 1980.

## Osobní rekordy
- 5 000 metrů – 13:19,19 (1981)
- 10 000 metrů – 27:31,48 (1978)